# Schering-Plough Corporate
Pour les articles homonymes, voir Schering (homonymie).
Schering-Plough était une entreprise pharmaceutique américaine, rachetée en 2009 par le laboratoire Merck & Co., également américain.  

## Histoire

### Naissance
- 1851 : Expansion de l’activité par le Dr Ernst Schering, apothicaire à Berlin.
- 1929 : Schering fonde une filiale à New York.
- 1934 : Acquisition de laboratoires et d’usines de production dans le New Jersey.

### Constitution du groupe
- 1940/1945 : La filiale américaine se sépare de la maison mère.
- 1952 : Schering Corporation devient définitivement une société américaine cotée en bourse.
- 1971 : Fusion entre Schering et Plough.

### Internationalisation
- 1957: acquisition de White Laboratories[1]

- 1980 : Acquisition de Kirby-Warrick.
- 1982 : Acquisition de DNAX (recherche immunologique).
- 1986 : Acquisition de Key Pharmaceuticals (cardiologie).
- 1990 : Utilisation du nom de Schering-Plough par les filiales du groupe.
- 1996 : Acquisition de CANJI (recherche en thérapie génétique).
- 1997 : Acquisition de Mallinckrodt (activité vétérinaire).

Le 7 septembre 2006, AkzoNobel décide de scinder ses activités pharmaceutiques dans une nouvelle entité Organon BioSciences, qui est cédée en mars 2007 à Schering-Plough pour 11 milliards d'euros soit 14,4 milliards de dollars.
Le 10 mars 2009, Merck annonce officiellement sa fusion avec Schering-Plough, pour un montant de 41,5 milliards de dollars, qui va donner naissance au deuxième groupe pharmaceutique au monde, baptisé Merck,.